# Rundblättriger Steinbrech
Der Rundblättrige Steinbrech (Saxifraga rotundifolia) ist eine Pflanzenart aus der Gattung Steinbrech (Saxifraga) innerhalb Familie der Steinbrechgewächse (Saxifragaceae). Wegen seiner Ähnlichkeit mit dem Sanikel (Sanicula europaea) heißt er auch Bergsanikel oder Alpensanikel (früher auch Weißer Sanikel).

## Beschreibung

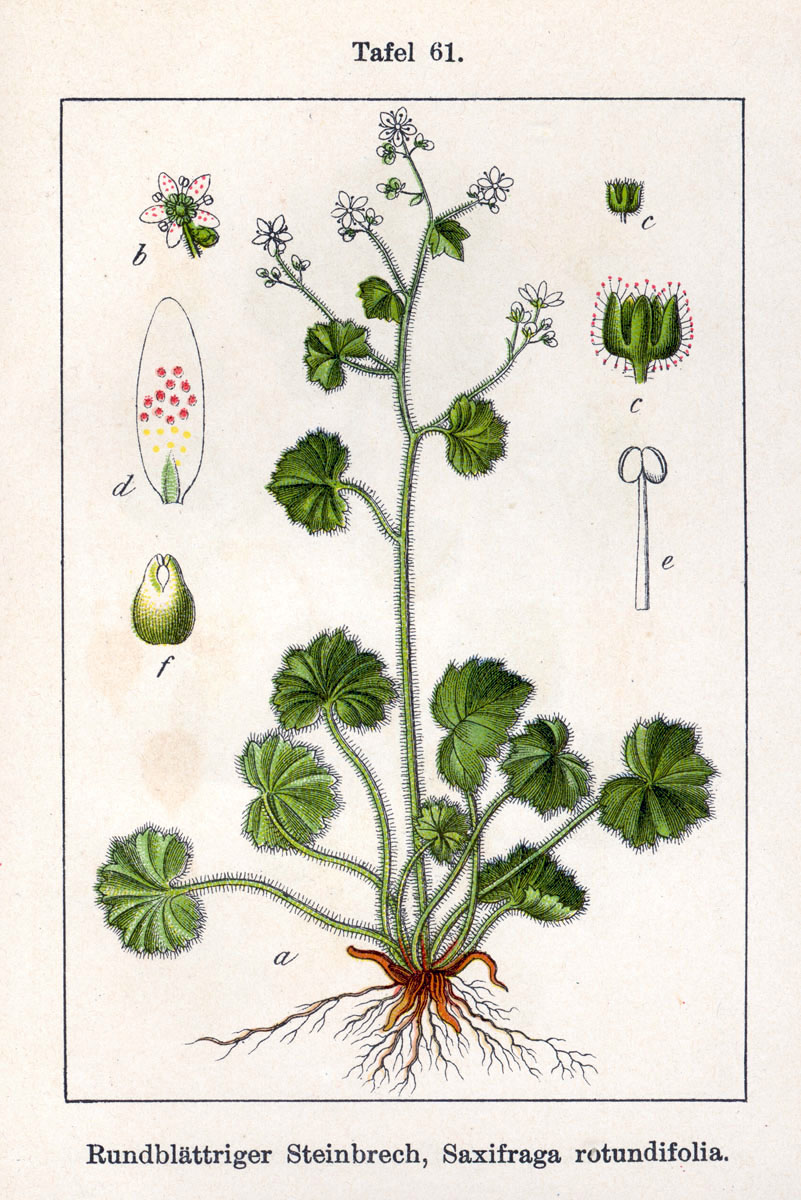
Illustration aus Sturm

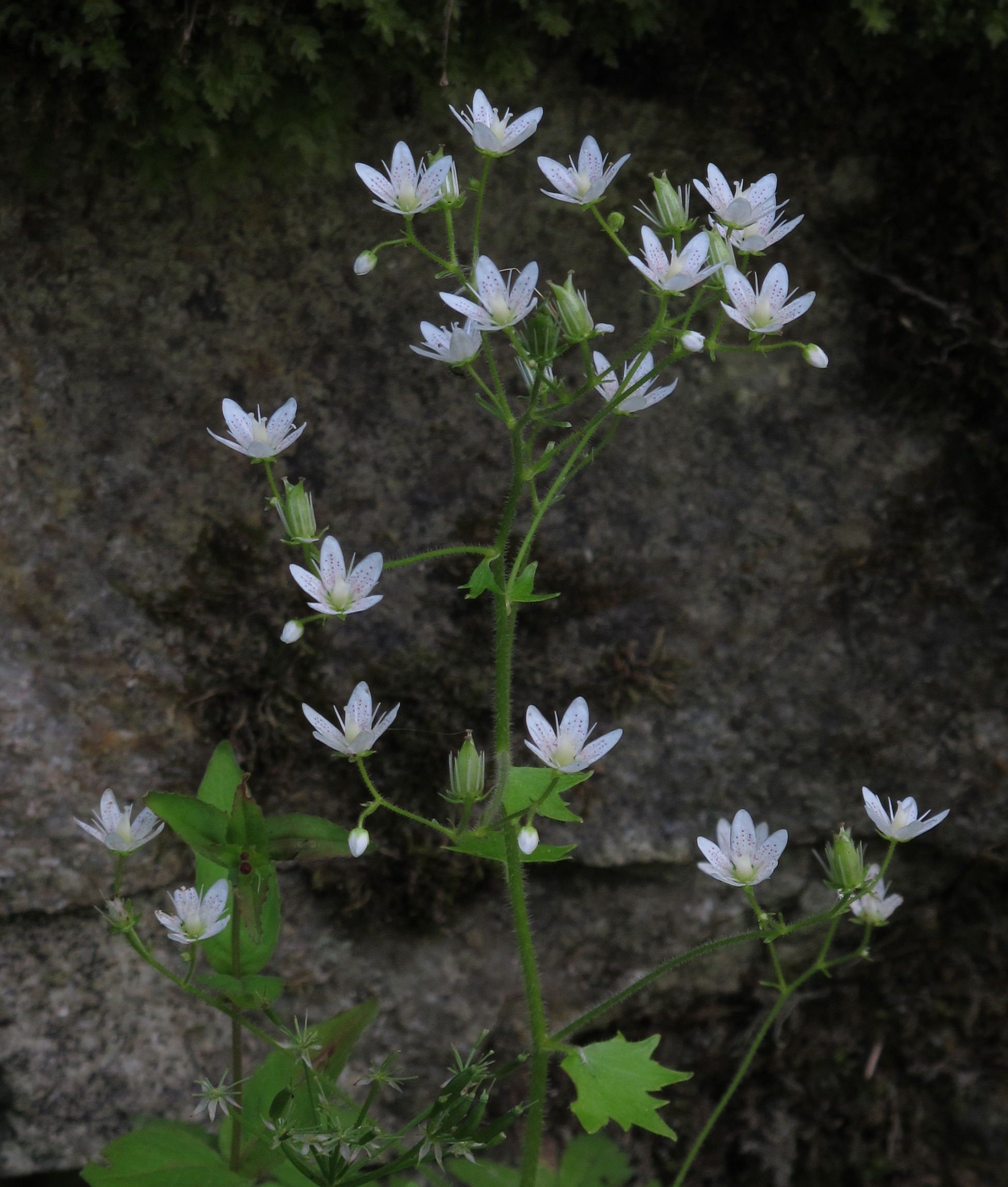
Blütenstand

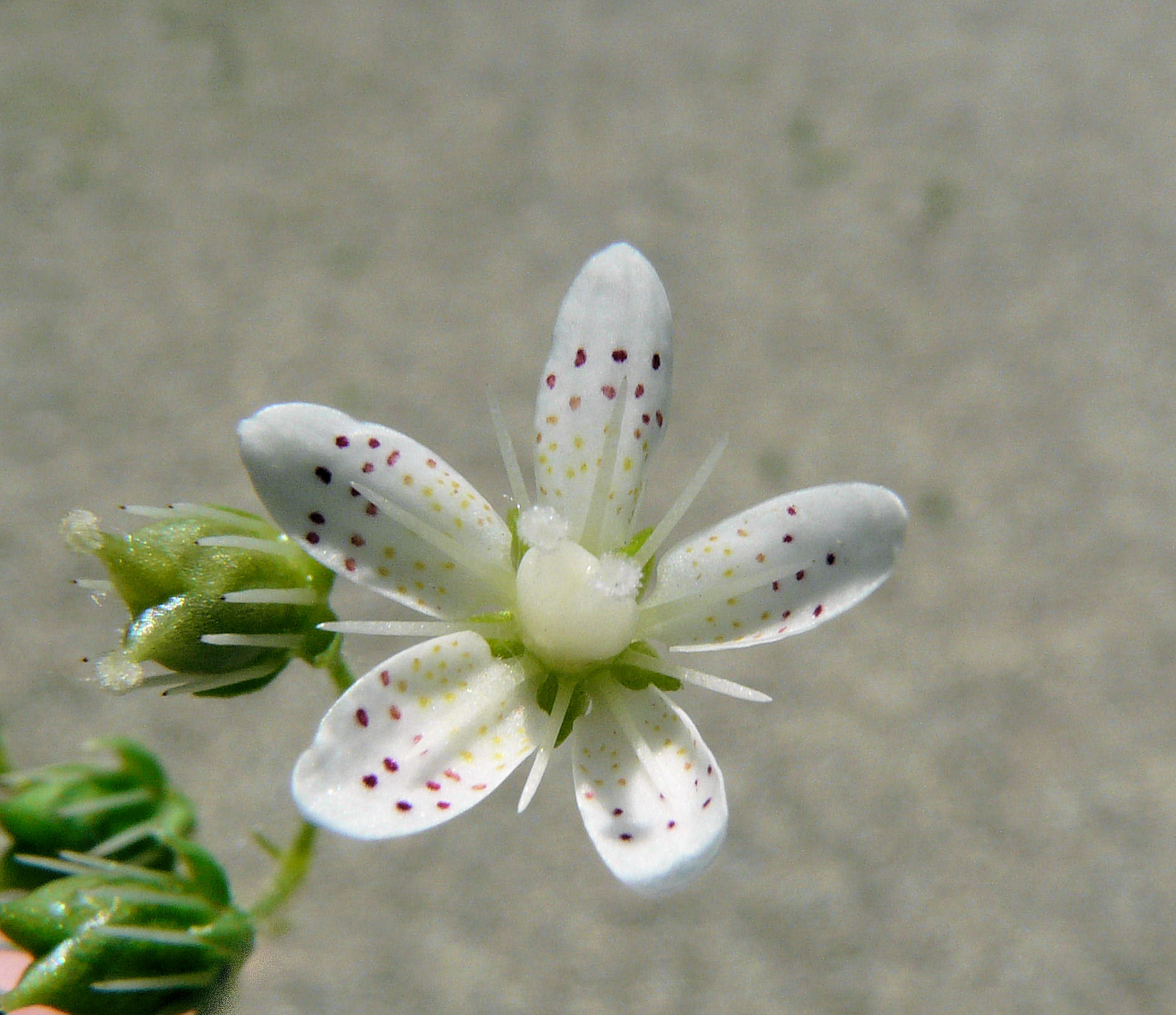
Blüte im Detail, die fünf Kronblätter mit Saftmalen

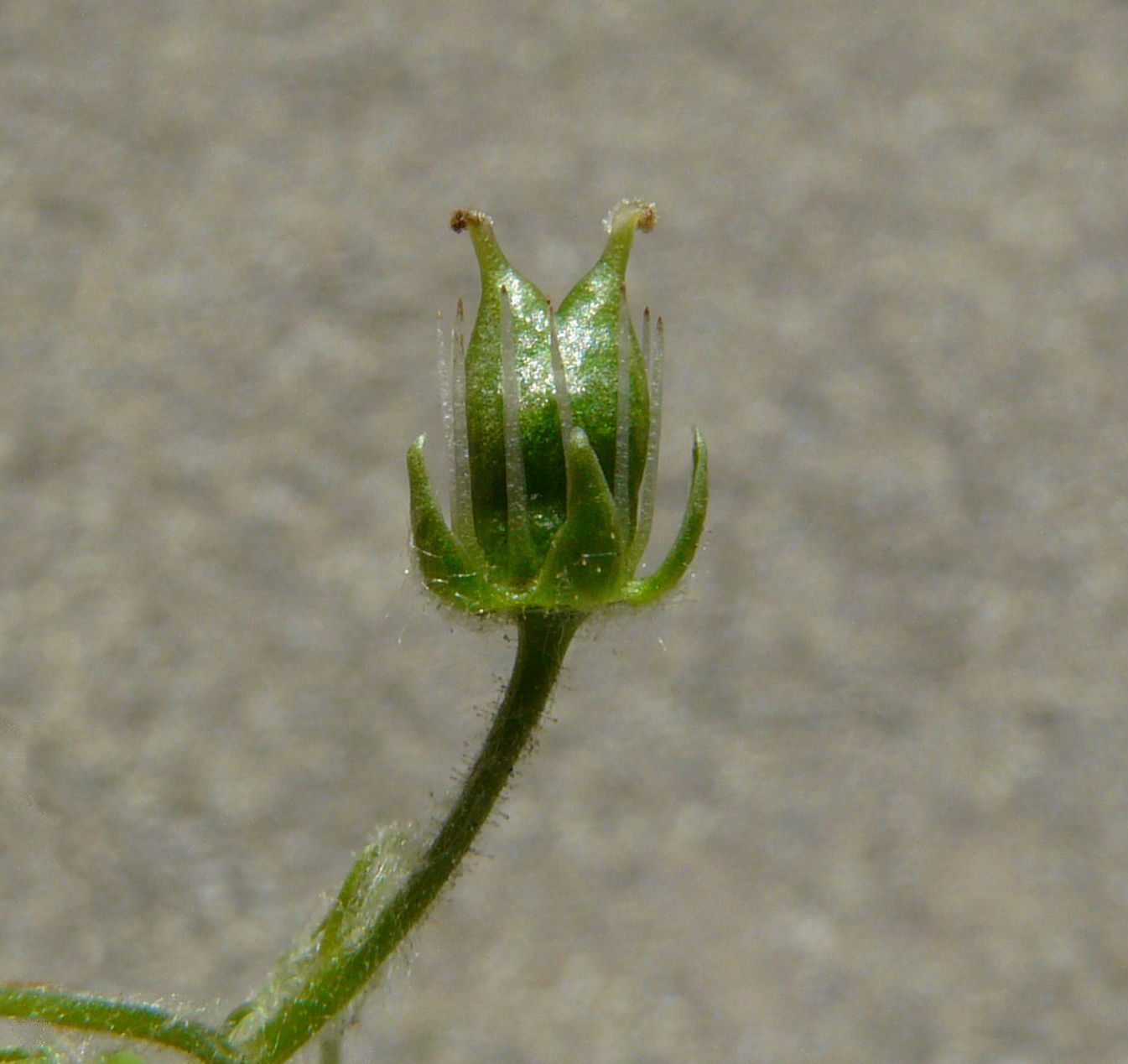
Unreife Frucht und Kelchblätter

### Vegetative Merkmale
Der Rundblättrige Steinbrech wächst als ausdauernde krautige Pflanze und erreicht Wuchshöhen von 10 bis 70 Zentimetern. Die in Rosetten angeordneten Grundblätter sind in Blattstiel und -spreite gegliedert, wobei der Blattstiel mehrmals länger als die -spreite ist. Ihre Blattspreite ist bei einer Länge von 1 bis 3,5 Zentimetern sowie einer Breite von 1,5 bis 4 Zentimetern breit rundlich-nierenförmig, grob und ungleich gekerbt-gezähnt und kahl bis mäßig dicht behaart. Unter den wenigen Stängelblättern sind die unteren den Grundblättern ähnlich, die oberen sind kleiner und kurz gestielt oder sitzend.

### Generative Merkmale
Die Blütezeit reicht von Mai bis September. Viele Blüten sind locker in einem rispigen Blütenstand angeordnet. Der Blütenstiel ist lang und drüsig.
Die zwittrige Blüte ist radiärsymmetrisch und fünfzählig mit doppelter Blütenhülle. Die fünf Kelchblätter sind bei einer Länge von 1,5 bis 4 Millimetern länglich-dreieckig mit spitzem oberen Ende. Die Kronblätter sind 5 bis 9 Millimeter lang und weiß mit in der oberen Hälfte roten bzw. in der unteren Hälfte gelben Punkten. Es sind zwei Kreise mit je fünf freien Staubblättern vorhanden, die fast doppelt so lang wie die Kelchblätter sind. Die zwei Fruchtblätter sind nur teilweise verwachsen und die beiden freien Enden weisen auseinander. Der oberständige Fruchtknoten ist nur ganz an seiner Basis mit der Kronröhre verbunden.
Auf der Frucht sind zwei bis zu 2 Millimeter lange haltbare Griffel vorhanden. Die Kapselfrucht ist eiförmig. Die braunen oder schwarzen Samen sind bei einer Länge von etwa 0,6 Millimetern eiförmig mit fein warzig punktierter Oberfläche.

### Chromosomensatz
Die Chromosomengrundzahl beträgt x = 11; es liegt Diploidie mit einer Chromosomenzahl von 2n = 22 vor.

## Ökologie
Im Gegensatz zu anderen Steinbrecharten braucht er keinen Verdunstungs- oder Windschutz, da er in niedriger Höhenlage bzw. feuchten Gebieten wächst.
Die Blüten sind ausgeprägt proterandrisch. Der Nektar wird von der Basis des Fruchtknotens abgesondert und ist leicht zugänglich. Bestäuber sind kleine Fliegen, die sich oft in großer Zahl einfinden. Die gelben bis roten Punkte auf den weißen Kronblättern sind Honigmale/Saftmale für die Blütenbesucher.
Der Rundblättrige Steinbrech ist Wirtspflanze der Pilzarten Puccinia saxifragae, Exobasidium schinzianum und Sphaerotheca fulginea.

## Systematik und Verbreitung

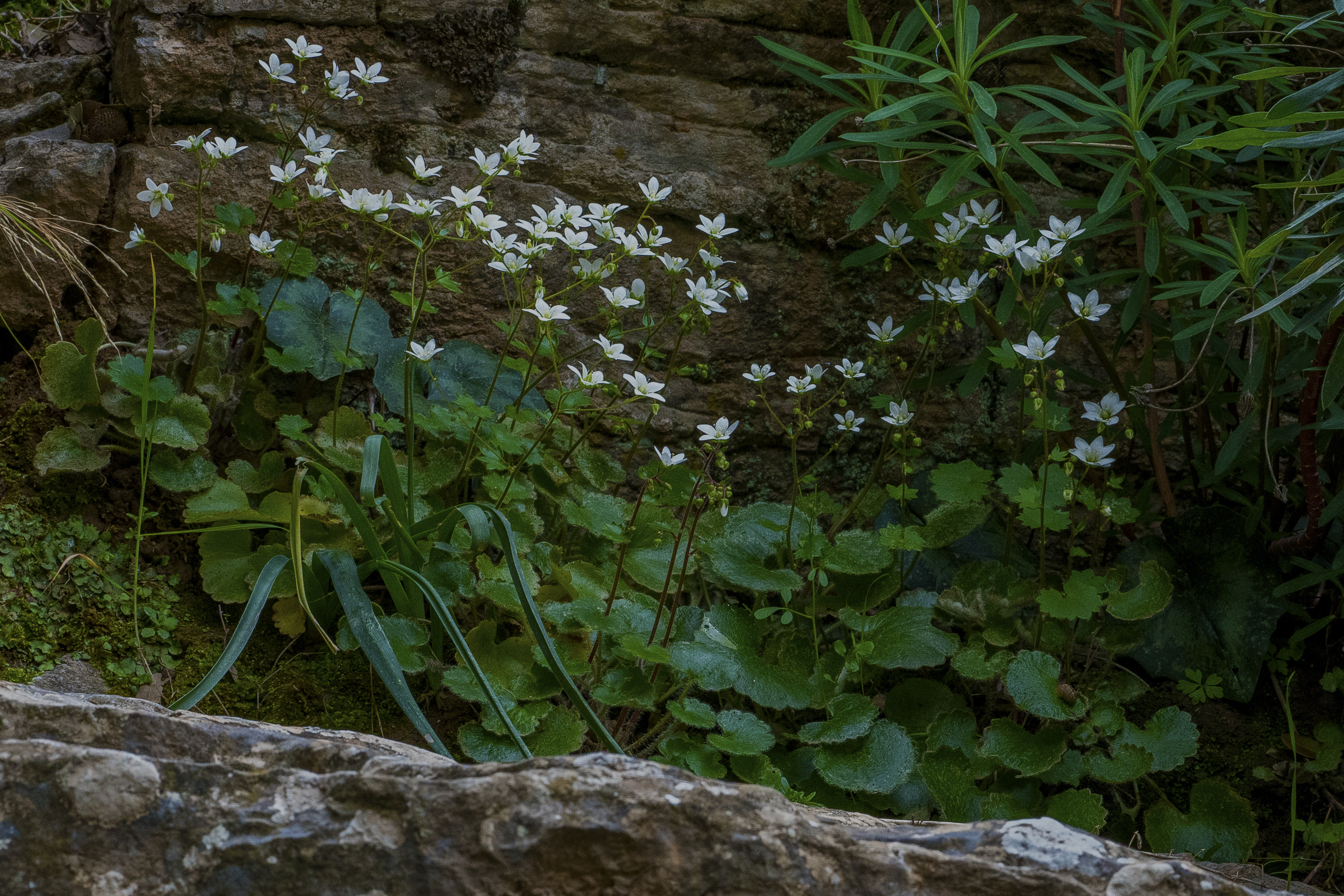
Saxifraga rotundifolia subsp. chrysospleniifolia auf Kreta

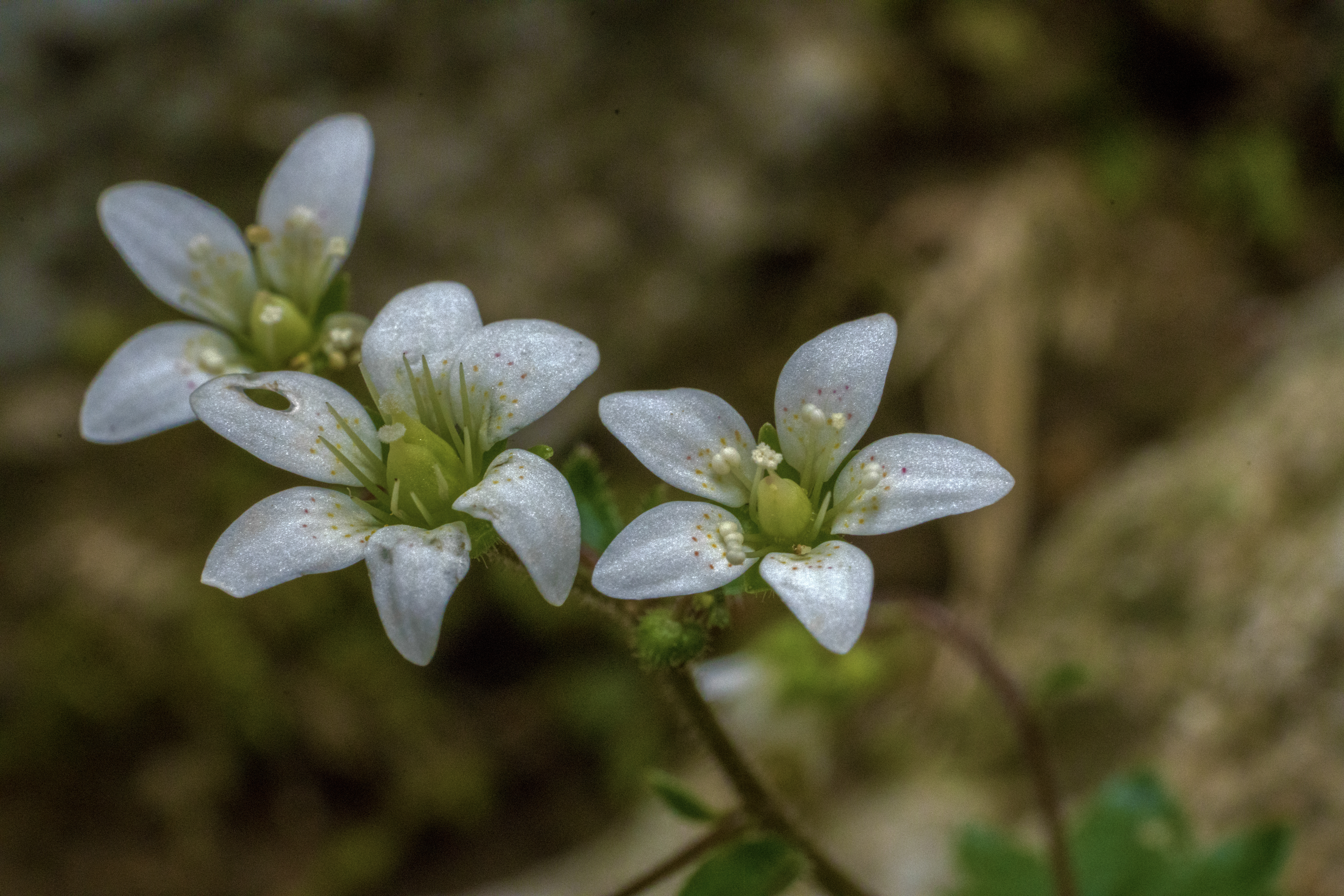
Blüten von Saxifraga rotundifolia subsp. chrysospleniifolia

Die Erstveröffentlichung von Saxifraga rotundifolia erfolgte 1753 durch Carl von Linné in Species Plantarum, Tomus I, S. 403.
Das Verbreitungsgebiet umfasst die Gebirge Mittel- und Südeuropas, vom zentralen Spanien und den Pyrenäen über die französischen Mittelgebirge, die Alpen, den Apennin und die Balkanhalbinsel bis Rumänien und zum Kaukasusraum und zum Iran.
Je nach Autor gibt es von Saxifraga rotundifolia etwa zwei Unterarten:
- Saxifraga rotundifolia subsp. chrysospleniifolia (Boiss.) D.A.Webb; Sie kommt nur auf den Balkanhalbinsel und auf Inseln in der Ägäis vor. Auf Kreta kommt sie an feuchten schattigen Felsen in Höhenlagen von 200 bis 1700 Metern vor.[7]
- Saxifraga rotundifolia L. subsp. rotundifolia

## Standortbedingungen vonSaxifraga rotundifoliasubsp.rotundifolia
Saxifraga rotundifolia subsp. rotundifolia gedeiht in Mitteleuropa meist an schattigen und feuchten Standorte in Höhenlagen von 600 bis 2200 Metern. In den Allgäuer Alpen steigt er in Bayern an der Oberen Biber-Alpe nordöstlich von Warth bis in Höhenlagen von 2000 Meterne auf. Im hinteren Ötztal erreicht er die Höhe von 2200 Metern. Er wächst an Bachufern, in Hochstaudenfluren, in Blockfluren und in Bergmischwäldern. Saxifraga rotundifolia subsp. rotundifolia ist eine Charakterart der Ordnung Adenostyletalia.
Der Rundblättrige Steinbrech ist in Deutschland durch die BArtSchV besonders geschützt.
Die ökologischen Zeigerwerte nach Landolt et al. 2010  von Saxifraga rotundifolia subsp. rotundifolia sind in der Schweiz: Feuchtezahl F = 4w+ (sehr feucht aber stark wechselnd), Lichtzahl L = 2 (schattig), Reaktionszahl R = 3 (schwach sauer bis neutral), Temperaturzahl T = 2+ (unter-subalpin und ober-montan), Nährstoffzahl N = 4 (nährstoffreich), Kontinentalitätszahl K = 2 (subozeanisch).

## Heilwirkung
Der Rundblättrige Steinbrech wurde in der Volksheilkunde bei Erkrankungen der Lunge angewendet und heißt deshalb manchmal in der Schweiz noch Lungechrut.